# 9-Азаюлолидин
9-Азаюлолидин — органическое вещество, относящееся к классу третичных аминов и пиридинов. Используется в органическом синтезе как сильный основный или нуклеофильный катализатор.

## Получение
Впервые 9-азаюлолидин получили в 1953 году разложением матринидина. Он понадобился для структурных исследований при изучении алкалоидов матринового типа. Синтез же его был предложен в 1986 году: четырёхстадийная последовательность, начинающаяся с 1,6-нафтиридина, давала 9-азаюлолидин с выходом в 19 %. Двадцать лет спустя ту же схему оптимизировали, увеличив выход до 28 %. В 2007 году Вонг и сотрудники предложили ещё более эффективный синтез из 4-аминопиридина, получив целевой продукт с общим выходом в 40 %.
Очищают 9-азаюлолидин перекристаллизацией из этилацетата при −20 °С.

## Химические свойства
9-Азаюлолидин представляет интерес как нуклеофильный катализатор, превосходящий по свойствам ДМАП и 4-пирролидинопиридин. В этой области его стали применять в 2003 году. Среди катализируемых реакций наиболее подробно была изучено ацилирование стерически затруднённых и дезактивированных спиртов: в этих процессах 9-азаюлолидин действительно превосходил упомянутые аналоги и лишь немного уступал супер-ДМАПу.
При исследовании эффективности 9-азаюлолидина как катализатора было показано также, что его аналоги с меньшей (5 и 5) и большей (7 и 7) величиной алифатических циклов менее эффективны.
Было обнаружено также, что при добавлении 9-азаюлолидина происходит изомеризация двойной связи в ходе окисления (Z)-аллиловых спиртов в (Z)-енали.
Кроме того, 9-азаюлолидин находит применение как катализатор в реакции Ульмана и реакции Бейлиса — Хиллмана — Мориты.

## См.также
- Органический синтез
- Пиридин